# Конрад Вајзе
Конрад Вајзе (17. август 1951) бивши је источнонемачки фудбалер и тренер. 

## Биографија
У каријери је наступао само за један клуб, Карл Цајс Јену, од 1970. до 1986. године.
За репрезентацију Источне Немачке је одиграо 86 утакмица и постигао 2 гола. Као члан олимпијског тима Источне Немачке, освојио је бронзану медаљу на играма у Минхену 1972. и златну медаљу у Монтреалу 1976. године. Учествовао је на ФИФА Светском првенству 1974. године у Западној Немачкој.

## Успеси

### Клуб
Карл Цајс Јена
- Куп Источне Немачке: 1972, 1974, 1980.

### Репрезентација
Источна Немачка
- Олимпијске игре: бронзана медаља Минхен 1972.
- Олимпијске игре: златна медаља Монтреал 1976.